# Steve Angello
Steve Angello (vlastním jménem Steve Josefsson Fragogianni * 22. října 1983 Athény) je řecko-švédský diskžokej a hudební producent. Je jedním ze tří členů skupiny Swedish House Mafia. Tento projekt se po pěti letech opět vrátil 25. března 2018 v Miami na Ultra Music Festival kde uzavírali celý festival svým setem. Jeho solo debutové album je „Wild Youth“.

## Původ
Vyrůstal v kriminálnické rodině v Athénách a když mu bylo 14 let, byl svědkem smrti svého otce. Začínal ve Stockholmu jako diskžokej, který spojil hudební žánry hip hopu, breakbeatu a popové muziky 70. let. Později se přeorientoval na house music.

## Produkce
Nahrával pod pseudonymem Who's Who?, pod kterým vydal hity Not So Dirty a Sexy F**k. Spolupracoval také se svým přítelem Sebastianem Ingrossem na projektech vydávajíce pod aliasy Buy Now, Fireflies, General Moders, Mode Hookers, Outfunk a The Sinners. Kromě toho spolupracoval s Erikem Prydzem pod jmény A & P Project a s Axwellem pod jménem Supermongo, které se později přejmenovalo na Supermode. Tato spolupráce dala vzniknout hitu „Tell my why“, který se objevil i na prvním albu Until one skupiny Swedish House Mafia.
Později se stal členem produkční skupiny First Optional Deal, dalšími členy byli Sebastian Ingrosso, DJ Flex a Sandy Wilhelm. Do roku 2007 byl vydán zatím pouze jeden song pod touto přezdívkou, a to „Stockholm 2 Paris“.
V současné době vlastní nahrávací společnost Size. Jeho dosud poslední hitem je Lights (Ft. Third Patry) a Yeah. Jeho nejvýznamnější produkce je houseové „Summer Noize“, „Yeah“ a elektro „Raining Again“. V roce 2014 také poprvé zahrál na ULTRA MIAMI 2014 skladbu Children of the Wild a Prisoner. V té době se začalo spekulovat o jeho debutovém albu. Album dostalo název Wild Youth a vyšlo 22. ledna 2016.